# Silverio Izaguirre
Silverio Izaguirre Sorzabalbere (San Sebastián, 31 de agosto de 1897 – San Sebastián, 19 de novembro de 1935) foi um futebolista profissional espanhol, medalhista olímpico.
Silverio Izaguirre  representou seu país nos Jogos Olímpicos de Verão de 1920, na Antuérpia, ganhando a medalha de prata.